# Eleni wrych
Eleni wrych (bułg. Еленин връх) – szczyt pasma górskiego Riła, w Bułgarii, o wysokości 2654 m n.p.m.